# 㵲阳河
㵲阳河又名㵲水（又名无水、午水）或舞阳河，古称镇阳江、镇南江等。中国长江中游洞庭湖水系主要河流沅水上游支流之一，发源于贵州省瓮安县谷才村，经贵州黄平县、施秉县、镇远县、岑巩县和玉屏县，流入湖南省境内后称为㵲水或㵲水河，流经新晃县、芷江县、鹤城区、中方县、洪江市，最后在湖南省洪江市黔城镇注入沅水，全长444公里，上游贵州省境内㵲阳河中段为著名风景区。